# Henry Bence Jones
Henry Bence Jones (Thorington Hall, 31 dicembre 1813 – Londra, 20 aprile 1873) è stato un medico e chimico inglese.
Nacque in un paese del Suffolk nel 1813 da un ufficiale dei Dragoni. Fu educato al Trinity College a Cambridge e poi si diede agli studi di medicina al St George's Hospital e di chimica all'University College di Londra.
Nel 1841 si trasferì in Germania per lavorare nel campo della chimica con Justus von Liebig all'Università di Giessen.
Fu fellow e successivamente senior censor al Collegio Reale di medicina e alla Royal Society, divenendo segretario per molti anni della Royal Institution. Nel 1846 divenne medico del Sr. George's Hospital.
Morì a Londra il 20 aprile 1873.
Bence Jones fu considerato un luminare nel campo delle patologie dello stomaco e del rene. Scrisse numerosi libri scientifici e pubblicò molti lavori di ricerca, oltre al libro The Life and Letters of Faraday (1870).
Il suo nome è legato alle proteine da lui descritte per la prima volta nel 1847, appunto chiamate proteine di Bence Jones.